# 鄭稱
郑称（?—?），出自，东汉末年至曹魏初期官员。
郑称在汉朝末年担任侍中。汉献帝延康元年（220年）五月，魏王曹丕封自己的长子曹叡为武德侯，任命郑称担任武德侯傅，称他为龙渊、太阿宝剑、和氏璧这样的宝物，命他早上和晚上教授曹叡经学。十一月，郑称先后七次与侍中刘廙、辛毗、刘晔、尚书令桓阶、尚书陈矫、陈群、给事黄门侍郎王毖、董遇、散骑常侍傅巽、卫臻、给事中博士骑都尉苏林、董巴、辅国将军清苑侯刘若等上书请求汉献帝退位。郑称大约在黄初六年（225年）去世。